# Kleinstadtkids
Kleinstadtkids ist das zweite Studioalbum des deutschen Hip-Hop-Duos SAM. Es erschien am 3. März 2017 über das Label Chimperator. Der Vertrieb erfolgt über Groove Attack.

## Hintergrund
Im Jahr 2014 veröffentlichte das Duo ihr Studioalbum Two True Brothers (TTB), welches Platz 27 der von GfK Entertainment ermittelten deutschen Albumcharts erreichen konnte. Es war deren erster kommerzieller Erfolg.
Das Album wurde Mitte Dezember 2016 angekündigt. Es enthält Gastbeiträge von Fabio Battista, Bobbe Benz, Kelvyn Colt und Elijah Hook. Produziert wurde – wie in anderen SAM-Liedern üblich – von Chelo Wieland, der Bruder des Rappers Samson Wieland.
Die Brüder verbrachten ihre Kindheit in Ochsenhausen. Der Albumtitel ist angelehnt an diesen Ort. Inhaltlich behandelt das Album vor allem Themen der Liebe und Geborgenheit.
2017 gingen die Brüder auf die Kleinstadtkids-Tour.

## Musikvideos
Am 16. Dezember 2016 erschien das Musikvideo zu der Single Wach auf auf YouTube. Es folgten die Musikvideos zu Alles und Frei, welche am 10. Februar bzw. am 3. März 2017 erschienen.

## Titelliste

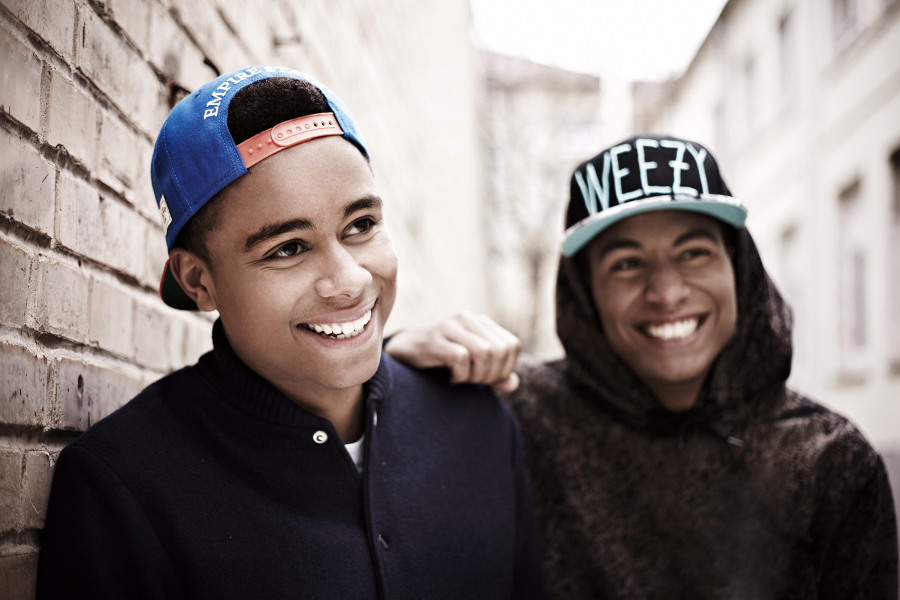
SAM

### Album
| #  | Titel                              | Länge |
| -- | ---------------------------------- | ----- |
| 1  | Intro                              | 2:47  |
| 2  | Frei                               | 3:35  |
| 3  | Der Letzte von uns                 | 2:54  |
| 4  | Erstes Mal                         | 3:32  |
| 5  | Alles                              | 3:39  |
| 6  | Irgendwann                         | 3:25  |
| 7  | Einraumwohnung                     | 3:47  |
| 8  | Echter Kerl (feat. Fabio Battista) | 3:43  |
| 9  | Wach auf                           | 3:19  |
| 10 | Cadillac (feat. Bobbe Benz)        | 3:39  |
| 11 | Slow Motion (feat. Kelvyn Colt)    | 3:12  |
| 12 | Von dir                            | 3:00  |
| 13 | Komm zurück!                       | 3:34  |
| 14 | Love You!                          | 3:55  |

### Bonus-EP
| # | Titel                        | Länge |
| - | ---------------------------- | ----- |
| 1 | Oh Lord                      | 1:53  |
| 2 | Du tanzt (feat. Elijah Hook) | 2:37  |
| 3 | Krone                        | 3:14  |
| 4 | Peter Pan                    | 2:57  |
| 5 | Fehltritt                    | 4:05  |

## Rezeption
Das Album erhielt gemischte Kritiken. Fabrizio Perri vom Magazin MZEE.com schreibt, SAM zeige, „wie Rap in Popform funktioniert“. Trotz der „textlichen Einfallslosigkeit“ habe jedes Lied „dank der Instrumentierung Hit-Potenzial“. Samson Wieland könne zwar „ordentlich rappen“, aber dies zeige er „viel zu selten“. Das Album enthalte zu viele „Themen, die nirgendwo anecken“.
Der Rezensent von rap-n-blues.com urteilt ähnlich: Das Album enthalte „überdurchschnittlich viele Tracks, die von Liebesthemen handeln“. Der Titel suggeriere „das Themenfeld der Klein-/Großstadt zwar an“, aber die „meisten Tracks handeln dann aber tatsächlich über Beziehungsthemen“. Es sei für den Rezensenten zu „omnipräsent“.